# Crawford Palmer
Henry Crawford Palmer (* 14. September 1970 in Ithaca, New York) ist ein ehemaliger US-amerikanisch-französischer Basketballspieler. Palmer galt nach seiner Schulzeit als McDonald’s All-American als vielversprechendes Talent im Basketball und gewann während seiner Studienzeit mit den Duke Blue Devils die NCAA Division I Basketball Championship 1991. Anschließend beendete er seine Studienzeit jedoch am Dartmouth College und spielte zunächst Basketball unterklassig in Frankreich. Nach Heirat mit einer französischen Basketball-Auswahlspielerin nahm er die Staatsbürgerschaft seiner Wahlheimat an und bekam wieder Angebote höherklassiger Klubs, mit denen er auch in internationalen Wettbewerben spielte. Schließlich wurde Palmer auch französischer Auswahlspieler und war Silbermedaillengewinner bei den Olympischen Spielen 2000. Ein Jahr nach dem Gewinn der französischen Meisterschaft mit Strasbourg IG beendete Palmer 2006 seine Karriere als Basketballspieler.

## Karriere
Am Ende seiner Schulzeit wurde Crawford Palmer 1988 zum renommierten Auswahlspiel McDonald’s All-American Game der besten High-School-Basketballer in den Vereinigten Staaten eingeladen. Die Ost-Auswahl um die beiden MVP Alonzo Mourning und Billy Owens sowie Christian Laettner und Palmer gewann das Spiel. Anders als sein zwei Jahre älterer Bruder Walter Palmer, der wie die gemeinsamen Vorfahren am Dartmouth College studierte, nahm Crawford Palmer ein Stipendium der Duke University an und spielte für die Hochschulmannschaft Blue Devils unter Trainer Mike Krzyzewski in der Atlantic Coast Conference (ACC) der National Collegiate Athletic Association (NCAA), bei denen Laettner erneut sein Mannschaftskamerad wurde. Während Laettner bei den Blue Devils zu einer Legende und schließlich auch als einziger NCAA-Spieler Mitglied des Dream Teams wurde, erkämpfte sich Palmer ebenso wie sein späterer deutscher Mannschaftskamerad Christian Ast nur wenig Einsatzzeit, so dass er nach dem ersten nationalen Titelgewinn der Blue Devils überhaupt im landesweiten NCAA-Finalturnier 1991 noch einmal die Hochschule wechselte und wie seine Vorfahren sein Studium am Dartmouth College beendete. Während Bruder Walter ein Jahr zuvor sein Studium bereits beendet hatte und im Entry Draft der Profiliga NBA von den Utah Jazz ausgewählt worden war, musste Crawford nach dem Hochschulwechsel zunächst ein Jahr aussetzen und konnte sich in seiner abschließenden NCAA-Spielzeit bei den Dartmouth Big Green in der Ivy League trotz deutlich verbesserter statistischer Werte nicht mehr für den NBA-Draft 1993 empfehlen.
In Folge seiner durch den Hochschulwechsel unterbrochenen Karriere als Basketballspieler war Crawford Palmer keine allererste Wahl mehr bei Angeboten professioneller Klubs, zumal die Ivy League, in der Palmer seine Bestleistungen als NCAA-Spieler erzielt hatte, keine Mannschaften beinhaltete, die in jüngerer Zeit nationale Erfolge erzielt hatten, und daher nicht als „Brutstätte“ künftiger Basketballprofis galt. Trotzdem setzte Palmer seine Karriere als Basketballer nach dem Ende seines Studiums fort und ging nach Europa, wo er in der französischen Provence für einen Verein aus Fos-sur-Mer spielte, der als Drittligist offiziell in einer Amateurklasse spielte. Hier wurde er in der Saison 1994/95 unter anderem auch kurzzeitig von seinem Bruder Walter als Mannschaftskamerad unterstützt,  der nach zwei wenig erfolgreichen Engagements in der NBA seine Karriere ebenfalls in Europa und dabei vor allem in Deutschland fortsetzte. Nach der Saison 1995/96 wechselte Palmer zum vormaligen Ligakonkurrenten und Zweitliga-Aufsteiger Jeunesse laïque aus Bourg-en-Bresse, bei dem er in der Saison 1996/97 auch in der höheren Spielklasse überzeugte. Nach seiner Heirat mit der sieben Jahre älteren, früheren französischen Auswahlspielerin Sandrine Chiotti erhielt Crawford Palmer auch die französische Staatsbürgerschaft und war damit als eingebürgerter Spieler zusammen mit seinen Leistungen auch für den französischen Rekordmeister ASVEL Lyon-Villeurbanne interessant, der ihn zur LNB Pro A 1997/98 in die höchste französische Spielklasse holte. Der vormalige Vizemeister und Pokalsieger verpasste jedoch als Hauptrundenerster mit dem Ausscheiden im Play-off-Halbfinale gegen Limoges CSP einen Titelerfolg in jener Saison. Trotzdem wurde Palmer im Sommer 1998 mit beinahe 28 Jahren erstmals in der französischen Herren-Auswahl eingesetzt und feierte sein Debüt beim 71:63-Erfolg in Vittel über die deutsche Auswahl, die wie die Franzosen nicht für die WM 1998 qualifiziert waren. In der folgenden Saison gelang ASVEL als Hauptrundenzweiter mit Palmer wieder der Einzug in die Play-off-Finalserie, die jedoch gegen den Titelverteidiger und Hauptrundenersten EB Pau-Orthez verloren ging. In internationalen Wettbewerben war ASVEL, die vor Palmers Zeit in der FIBA Europaliga 1996/97 den Einzug in das Final-Four-Turnier geschafft hatten, zweimal im Viertelfinale gescheitert und zwar im Saporta Cup 1998 knapp am späteren Finalisten Stefanel Mailand und ein Jahr darauf in der FIBA Europaliga 1998/99 klar an Olympiakos Piräus.
Während Crawford Palmers Bruder Walter zur LNB Pro A 1999/2000 nun in die höchste französische Spielklasse wechselte, zog es Crawford, der für die EM-Endrunde 1999 nicht in die französische Gastgeber-Auswahl berufen worden war, mit seinem französischen Pass in Folge des Bosman-Urteils nach Süden in die spanische Liga ACB. Hier spielte er für den früheren Europapokalsieger Joventut aus Badalona in Katalonien. In zwei Spielzeiten gelang Palmer mit der Mannschaft jedoch nicht die Rückkehr in die Play-offs der besten acht Mannschaften um die spanische Meisterschaft. Palmer selbst hingegen gelang jedoch die Rückkehr in den Kader der französischen Herren-Auswahl, die sich – abgesehen von der Teilnahme 1984, als man vom Olympiaboykott des Ostblocks profitierte – erstmals seit 1960 wieder sportlich als EM-Vierter im Vorjahr für ein olympisches Basketballturnier qualifiziert hatte. Acht Jahre nach Laettners Teilnahme im Dream Team war nun auch Crawford Palmer Olympiateilnehmer jedoch für Frankreich. Beim olympischen Basketballturnier 2000 in Sydney zog die französische Auswahl um Antoine Rigaudeau und Palmers früheren ASVEL-Mannschaftskameraden Jim Bilba trotz dreier Vorrunden-Niederlagen unter anderem gegen den US-amerikanischen Titelverteidiger überraschend ins Endspiel ein. Gegen den hohen Favoriten Vereinigte Staaten, für den unter anderem Alonzo Mourning nominiert worden war und der beim knappen Halbfinalerfolg über Litauen nur wenig überzeugt hatte, hielten die Franzosen die Punktedifferenz bei der Finalniederlage auf respektable zehn Punkte und errangen nach der Silbermedaille im zweiten olympischen Basketballturnier 1948 in London erneut eine Silbermedaille. Ein Jahr später startete Frankreich bei der EM-Endrunde 2001 in der Türkei nach einem Erfolg über Litauen als Gruppensieger der Vorrunde vergleichsweise gut ins Turnier, beendete es aber nach einer Viertelfinal-Niederlage gegen die deutsche Auswahl um Topscorer Dirk Nowitzki als Sechster. Mit der Niederlage im Spiel um den fünften Platz gegen Russland verpasste der Olympiazweite zudem die Teilnahme an der WM 2002. Palmer wechselte anschließend noch einmal innerhalb Spaniens den Verein und ging zum Klub aus Cáceres, für den es als Viertletztem der Liga ACB 2002 nur zum Klassenerhalt reichte.
Für die LNB Pro A 2002/03 kehrte Palmer in seine französische Wahlheimat zurück und wechselte an den Rhein ins Elsaß zu Illkirch-Graffenstaden Basket nach Straßburg. Nationaltrainer Alain Weisz setzte im November 2002 Palmer noch ein letztes Mal in der EM-Qualifikation in der französischen Auswahl ein, bevor er auf den 32-Jährigen zugunsten eines Neuaufbaus verzichtete. Stattdessen wurde Weisz nach der Entlassung des vormaligen Vereinstrainers Vitoux im Dezember 2002 nun auch Vereinstrainer in Straßburg. Nach dem neunten Platz im Vorjahr wurde SIG Basket, so die Abkürzung des Vereins, trotzdem nur Tabellenletzter und hielt die Klasse nur wegen Aufstockung der Liga um zwei Mannschaften. In der folgenden Saison, als Weisz sein Amt als Nationaltrainer nach der EM-Endrunde 2003 aufgegeben hatte, kehrte die Mannschaft in der erweiterten Liga auf dem siebten Platz in die Play-offs zurück, in denen man in der ersten Runde gegen Titelverteidiger ÉB Pau-Orthez ausschied. Schließlich übergab Weisz auch sein Amt als Vereinstrainer an Éric Girard, der die Mannschaft in der LNB Pro A 2004/05 auf Anhieb zum ersten nationalen Titel und dem Gewinn der Meisterschaft 2005 führte. Im Play-off-Viertelfinale bezwang der Hauptrundendritte Straßburg dabei den Titelverteidiger ÉB Pau-Orthez und war auch im Play-off-Halbfinale über den Rekordmeister und Palmers ehemaligen Klub ASVEL am Ende siegreich, als Palmer in beiden Spielen zweistellig traf. Schließlich gelang im einzigen Finalspiel mit dem 72:68-Sieg über SLUC Nancy der erste Meisterschaftserfolg. Nachdem Palmer mit Straßburg zuvor nur an internationalen Vereinswettbewerben der FIBA Europa teilgenommen hatte, war er mit dem französischen Meister in seiner letzten aktiven Spielzeit nun auch Teilnehmer in der von der ULEB initiierten EuroLeague 2005/06, in der die französische Mannschaft nach nur drei Siegen in 14 Spielen jedoch bereits nach der Vorrunde ausschied. In der französischen Meisterschaft erreichte der Titelverteidiger erneut als Dritter die Play-offs, in der es im Halbfinale zur Neuauflage des Vorjahresfinales gegen SLUC Nancy kam. In einer Best-of-Three-Serie konnte sich der vormalige Vizemeister diesmal durchsetzen, wobei Crawford Palmer im entscheidenden dritten Halbfinalspiel bei der 64:71-Auswärtsniederlage mit 14 Punkten und eben so vielen Rebounds zum Abschied seine beste Saisonleistung zeigte.
Nachdem sein Bruder Walter nach dem Karriereende eine Interessenvertretung für professionelle Basketballspieler zunächst in Deutschland und dann auch in Europa mit aufbaute, bevor er in sein Heimatland zurückkehrte, blieb Crawford Palmer mit seiner Familie in seiner Wahlheimat und ließ sich unweit von Fos-de-Mer, wo er einst seine Karriere in französischen Amateurklassen begonnen hatte, in der Provence nieder in Bandol, wo er für den örtlichen Klub in der fünfthöchsten Spielklasse NM3 auch zuletzt noch selbst die Basketballschuhe schnürte. Zuvor war Crawford Palmer, der selbst nie in der NBA spielte, von 2008 als Ansprechpartner in der FFBB für die Belange der in der NBA aktiven Nationalspieler eingesetzt worden und blieb bis 2011 im Amt. Von seinen Kindern wurde seine Tochter Manon durch ihre Teilnahme an der vierten Staffel der französischen Ausgabe der Sendung The Voice Anfang 2015 bekannt.
In der Saison 2018/19 war Palmer Sportdirektor von Élan Chalon, in der Sommerpause wechselte er zu Limoges CSP, wo er ebenfalls dieses Amt antrat. Im Dezember 2021 wurde sein Abschied aus Limoges zum Saisonende 2021/22 bekannt. Im Sommer 2024 kehrte Palmer in zweiter Amtszeit als Sportdirektor nach Limoges zurück.